# كين أميس
كين أميس (بالإنجليزية: Ken Ames)‏ هو لاعب كرة قدم بريطاني، ولد في 17 سبتمبر 1933 في Canford Cliffs ‏ في المملكة المتحدة، وتوفي في 12 مايو 2010 في بول في المملكة المتحدة. لعب مع نادي بورتسموث.